# Stora Kutusträsket
Stora Kutusträsket eller Kutusträsk är en sjö i Finland. Den ligger i kommunen Kronoby i landskapet Österbotten, i den centrala delen av landet, 400 km norr om huvudstaden Helsingfors. Stora Kutusträsket ligger 44 meter över havet. Arean är 60 hektar och strandlinjen är 3,3 kilometer lång. Sjön  ingår i Perho å huvudavrinningsområde.   I omgivningarna runt Stora Kutusträsket växer i huvudsak blandskog.
I övrigt finns följande vid Stora Kutusträsket:
- Paasialaträsk (en sjö)